# Persicus
Persicus – przydomek pojawiający się na rzymskich monetach  i dosłownie oznaczający Perski. Nadawano go licznym panującym, między innymi cesarzowi Karusowi na pamiątkę zwycięstwa nad Persami w 283 roku n.e.